# Ramon II de Roergue
Ramon II (905 –961) fou comte de Roergue, amb drets indivisos sobre els comtats d'Albi i Nimes i a Septimània, i drets feudals nominals al Carcí. També ostentava drets feudals a Aquitània i Septimània i portava el títol de marchio (marquès) de Septimània.

## Orígens familiars i testament
Fill d'Ermengol, comte de Roergue, i d'Adelaida.
Es conserva el seu testament datat el 961 on fa referència a drets feudals a Alvèrnia i Gascunya i parla de 17 castells i una roca; alguns castells foren deixat a la seva esposa i hereus i altres a les esglésies d'Albi i Càors i a algunes abadies.

## Núpcies i descendents
Es casà l'any 936 amb Berta d'Arle, filla de Bosó, marques de Toscana i de Wil·la II de Borgonya, i van tenir tres fills:
- Ramon III (945- 1008), comte de Roergue.
- Adelaida de Roergue de Pons (950-1011)
- Ermengarda de Roergue (951- ?), casada amb Sunyer I de Pallars